# Кирога, Гильермина
Гильермина Кирога (исп. Guillermina Quiroga; род. 18 августа 1965, Ла-Плата) — аргентинская танцовщица танго и хореограф.
Известна во всём мире с тех пор, как в конце 1980-х годов она присоединилась к шоу Tango X2 Company, а затем к Tango Argentino Клаудио Сеговии и Эктора Ореццоли, войдя в состав актёрского кастинга, представлявшего шоу в Лондоне в 1991 году.
Она также присоединилась к актёрскому составу спектакля Луиса Браво «Танго навсегда» и самостоятельно создала мультимедийное драматическо-хореографически-музыкальное шоу «Танго, короткие истории». Кирога приняла участие в нескольких фильмах, таких как «Обнажённое танго» (1990), «Убийственное танго» (2002, режиссёр Роберт Дюваль), «Танго Валентины» (2007) Рохелио Лобато, в котором она играет главную роль Валентины, и телесериале «Русские в городе ангелов» (2003, режиссёр Родион Нахапетов).